# Darb-e Gharībī
Darb-e Gharībī (persiska: درب غریبی) är en ort i Iran.   Den ligger i provinsen Khuzestan, i den centrala delen av landet, 500 km söder om huvudstaden Teheran. Darb-e Gharībī ligger 842 meter över havet och antalet invånare är 554.
Terrängen runt Darb-e Gharībī är kuperad åt nordost, men åt sydväst är den bergig. Darb-e Gharībī ligger nere i en dal. Runt Darb-e Gharībī är det ganska glesbefolkat, med 38 invånare per kvadratkilometer. Närmaste större samhälle är Dehdez, 11,8 km norr om Darb-e Gharībī. Omgivningarna runt Darb-e Gharībī är i huvudsak ett öppet busklandskap.